# Franck Azéma
Pour les articles homonymes, voir Azéma.

a Compétitions nationales et continentales officielles uniquement.

b Matchs officiels uniquement.
Franck Azéma, né le 7 avril 1971 à Ambilly (Haute-Savoie), est un joueur puis entraîneur français de rugby à XV. Il jouait au poste de centre.
Il devient ensuite entraîneur à l'USA Perpignan puis à l'ASM Clermont, dont il prend la tête de l'encadrement en 2014 après le départ de Vern Cotter et jusqu'en 2021. Il est ensuite manager du RC Toulon avant de retourner à l'USA Perpignan en 2023.

## Biographie
Son père, Daniel Azema, a également été joueur de rugby à XV au Céret sportif et à Arles-sur-Tech avant de rejoindre le rugby à XIII et le Saint-Estève avec lequel il est finaliste du Championnat de France en 1975. Son oncle, Gérard Borreil, est un ancien ailier du XIII Catalan.
Formé à l'école du rugby de Arles-sur-Tech, Franck Azéma joue son premier match en sénior avec l'USA Perpignan contre le Stade toulousain en challenge Béguère. Il affronte ce jour-là la paire de centre internationale composée de Denis Charvet et Éric Bonneval.
Il décroche le Challenge européen en 1999 avec l'AS Montferrand. En finale, il est titulaire au centre de l'attaque, associé à Fabrice Ribeyrolles.

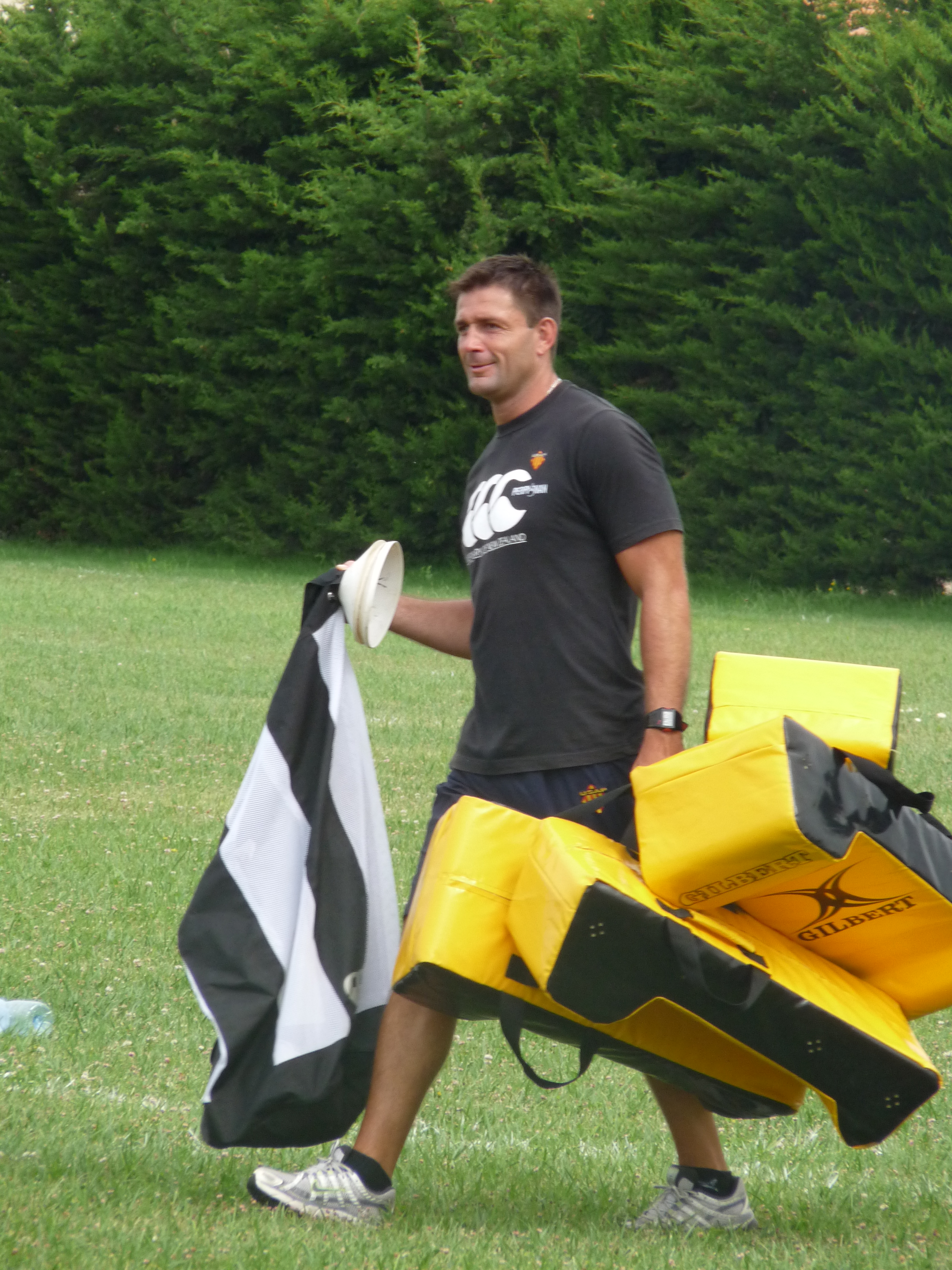
Franck Azéma entraîne l'USA Perpignan de 2006 à 2010.

À partir du 15 mai 2006, Franck Azéma est co-entraîneur de l’équipe première de Perpignan, chargé des lignes arrière, il remplace Philippe Ducousso et est aux côtés de Philippe Boher, chargé des avants jusqu'en 2007 puis au côté de Jacques Brunel (manager général) et de Bernard Goutta (chargé des avants). Il est Champion de France en 2009 et finaliste en 2010 avec le club catalan.
À partir de la saison 2010-2011, il entraîne les lignes arrière de l'ASM Clermont auprès de l'entraîneur en chef Vern Cotter. À partir de 2014 et le départ de Cotter, il prend ce poste d'entraîneur en chef de l'ASM. Jono Gibbes est son adjoint chargé de l'entraînement des avants.
En juin 2016, le directeur sportif de l'ASM Jean-Marc Lhermet quitte son poste, Franck Azéma reprend alors l'essentiel de ses prérogatives et le titre de directeur sportif. Le 13 février 2017, l'ASM Clermont Auvergne annonce qu'il prolonge le contrat de Franck Azéma à la tête du club jusqu'en juin 2020 tandis que son adjoint Jono Gibbes quitte le club à la fin de la saison pour rejoindre l'Ulster. Il est remplacé par Bernard Goutta, avec qui il a déjà travaillé à l'USA Perpignan de 2007 à 2010. En avril 2019, Franck Azéma et l'ensemble de son staff prolongent leur engagement avec le club jusqu'en 2023. Après la Coupe du monde 2019, il est sollicité pour devenir le nouveau sélectionneur de l'équipe des Fidji de rugby à XV. Il décline la proposition pour honorer son contrat avec l'ASM Clermont Auvergne.
En novembre 2017, il est choisi pour entraîner les Barbarians français au côté de Bernard Goutta pour une rencontre contre les Māori All Blacks au Stade Chaban-Delmas de Bordeaux.
En février 2021, l'ASM annonce le départ d'Azéma de ses fonctions d'entraîneur à la fin de la saison 2020-2021.
Après son départ de l'ASM Clermont, il devient consultant pour Canal+ pour commenter le Rugby Championship 2021 puis le Top 14.
Le 28 octobre 2021, il est nommé manager du RC Toulon. Il remplace Patrice Collazo. Il mène le club en finale du Challenge européen dès la première saison.
Pour la saison 2023-2024, l'USA Perpignan engage Azéma comme entraîneur pour remplacer Patrick Arlettaz.

## Bilan en tant qu'entraîneur

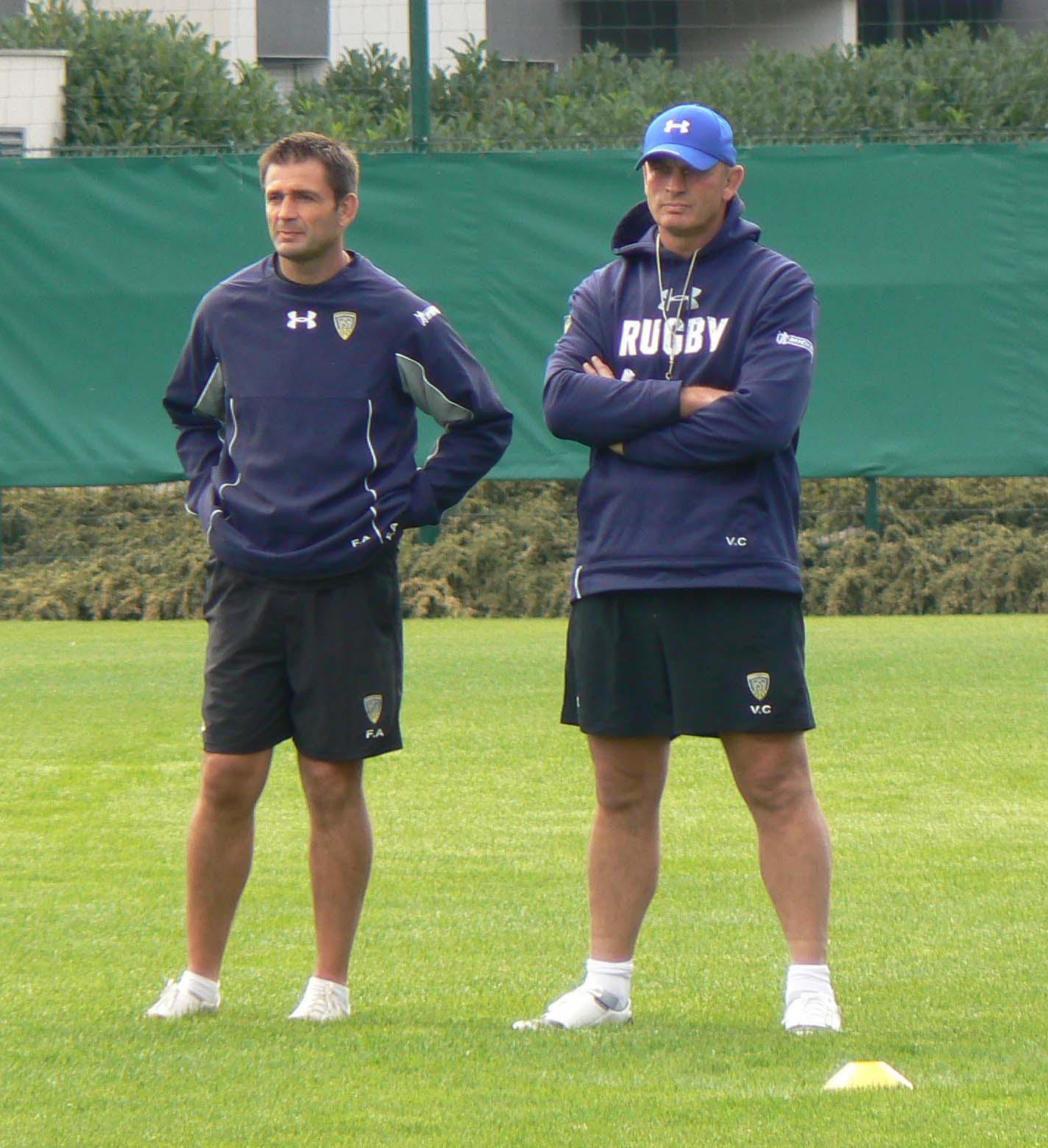
Franck Azéma est l'adjoint de Vern Cotter (à droite) de 2010 à 2014.

| Saison      | Club          | Division | Poste             | Classement                | Coupe d'Europe             | Challenge européen     |
| ----------- | ------------- | -------- | ----------------- | ------------------------- | -------------------------- | ---------------------- |
| 2006 - 2007 | USA Perpignan | Top 14   | Arrières          | 5e                        | Éliminé en poule           | -                      |
| 2007 - 2008 | USA Perpignan | Top 14   | Arrières          | Éliminé en demi-finale    | Éliminé en quart-de-finale | -                      |
| 2008 - 2009 | USA Perpignan | Top 14   | Arrières          | Champion de France        | Éliminé en poule           | -                      |
| 2009 - 2010 | USA Perpignan | Top 14   | Arrières          | Défaite en finale         | Éliminé en poule           | -                      |
| 2010 - 2011 | ASM Clermont  | Top 14   | Arrières          | Éliminé en demi-finale    | Éliminé en poule           | Éliminé en demi-finale |
| 2011 - 2012 | ASM Clermont  | Top 14   | Arrières          | Éliminé en demi-finale    | Éliminé en demi-finale     | -                      |
| 2012 - 2013 | ASM Clermont  | Top 14   | Arrières          | Éliminé en demi-finale    | Défaite en finale          | -                      |
| 2013 - 2014 | ASM Clermont  | Top 14   | Arrières          | Éliminé en barrages       | Éliminé en demi-finale     | -                      |
| 2014 - 2015 | ASM Clermont  | Top 14   | Manager           | Défaite en finale         | Défaite en finale          | -                      |
| 2015 - 2016 | ASM Clermont  | Top 14   | Manager           | Éliminé en demi-finale    | Éliminé en poule           | -                      |
| 2016 - 2017 | ASM Clermont  | Top 14   | Directeur sportif | Champion de France        | Défaite en finale          | -                      |
| 2017 - 2018 | ASM Clermont  | Top 14   | Directeur sportif | 9e                        | Éliminé en quart-de-finale | -                      |
| 2018 - 2019 | ASM Clermont  | Top 14   | Directeur sportif | Défaite en finale         | -                          | Vainqueur              |
| 2019 - 2020 | ASM Clermont  | Top 14   | Directeur sportif | 6e (arrêt du championnat) | Éliminé en quart-de-finale | -                      |
| 2020 - 2021 | ASM Clermont  | Top 14   | Directeur sportif | Éliminé en barrages       | Éliminé en quart-de-finale | -                      |
| 2021 - 2022 | RC Toulon     | Top 14   | Manager           | 8e                        | -                          | Défaite en finale      |
| 2022 - 2023 | RC Toulon     | Top 14   | Manager           | 7e                        | -                          | Vainqueur              |
| 2023 - 2024 | USA Perpignan | Top 14   | Manager           | 9e                        | -                          | Éliminé en poule       |

## Palmarès

### Joueur
- AS Montferrand
  - Vainqueur du Bouclier européen en 1999.

### Entraîneur
- Vainqueur du Championnat de France (2) en 2009 avec l'USA Perpignan et en 2017 avec l'ASM Clermont Auvergne.
- Vainqueur du Challenge européen (2) en 2019 avec l'ASM Clermont Auvergne et en 2023 avec le RC Toulon.
- Finaliste de la Coupe d'Europe (3) en 2013, 2015 et 2017 avec l'ASM Clermont Auvergne.
- Finaliste du Championnat de France (3) en 2010 avec l'USA Perpignan et en 2015, 2019 avec l'ASM Clermont Auvergne.
- Finaliste du Challenge européen (1) en 2022 avec le RC Toulon.

### Distinctions personnelles
- Oscars du Midi olympique 2009 :  Oscar d'Or du meilleur encadrement (avec Jacques Brunel et Bernard Goutta)
- Nuit du rugby 2009 : Meilleur staff d'entraîneur du Top 14 (avec Jacques Brunel et Bernard Goutta) pour la saison 2008-2009